# Какулия, Теймураз Ираклиевич
Теймура́з Ираклиевич Каку́лия (26 апреля 1947, Тбилиси — 25 августа 2006, Тбилиси) — советский теннисист и теннисный тренер. Заслуженный мастер спорта СССР (1977).
Теймураз Какулия начал играть в теннис с одиннадцати лет. Бо́льшую часть карьеры он находился в тени старшего товарища и друга, Александра Метревели, которому много раз проигрывал в финалах чемпионатов СССР и Европы. Тем не менее, на его счету ряд значительных достижений:
- Бронзовый призёр выставочного Олимпийского турнира в Мехико в мужском парном и смешанном парном разряде[2]
- Чемпион Универсиады 1973 года в Москве в одиночном и парном разряде
- Шестикратный чемпион СССР в мужском парном разряде (с Метревели) и миксте (с Мариной Чувыриной)[3]
- Победитель Всесоюзных зимних соревнований в одиночном разряде (1974, 1976)[4]
- Трёхкратный обладатель Кубка СССР в составе команды Грузии
- Четырёхкратный чемпион Европы среди любителей

Какулия был вторым после Метревели советским игроком в профессиональной ассоциации World Championship Tennis. Его лучший результат в турнирах Большого шлема — выход в полуфинал Открытого чемпионата Австралии 1972 года в паре с Метревели. В одиночном разряде на его счету выход в 1/8 финала Открытого чемпионата США и победы над Эдди Диббсом и Марком Эдмондсоном. Он также выиграл Wimbledon Plate — приз, разыгрываемый среди теннисистов, выбывших из Уимблдонского турнира в первую неделю проведения. Среди успехов Какулия, помимо этого, выход в полуфинал Кубка Дэвиса в 1974 и 1976 годах, когда он в составе сборной СССР выигрывал европейский зональный турнир. В 1977 году он был удостоен звания «Заслуженный мастер спорта СССР».
По окончании выступлений Какулия посвятил себя тренерской работе. Он был тренером сборной СССР, среди его воспитанников — лучшая теннисистка Грузии Лейла Месхи. Анастасия Мыскина рассказывает, что именно Какулия научил её побеждать Елену Дементьеву. В последние десять лет до своей смерти в 2006 году он не мог тренировать из-за тяжёлой болезни.
В 2008 году имя Теймураза Какулия было внесено в списки членов Зала российской теннисной славы.